# رملة السبعتين

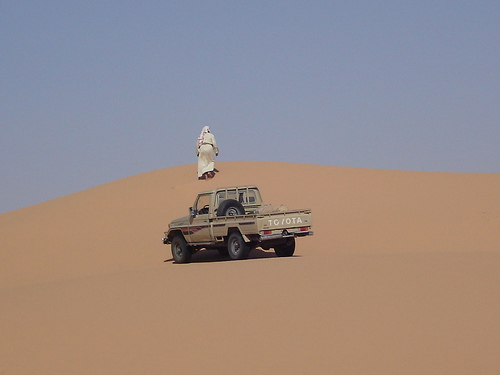
الصحراء اليمنية.

رملة السبعتين هي منطقة صحراوية تتوافق مع الصحاري الشمالية لليمن الحديث (الجوف، مأرب، شبوة) وجنوب غرب المملكة العربية السعودية (محافظة نجران).
وهي تتألف بشكل أساسي من كثبان عرضية وسيف وتغطي مساحة حوالي 100 by 240 كيلومتر (60 by 150 ميل)، ما يقرب من 26,000 كيلومتر مربع (10,000 ميل2).
تشمل رملة السبعتين جزءًا مما كان معروفًا للجغرافيين العرب في العصور الوسطى باسم صيهد. يمتد من الخور إلى حافة الربع الخالي. وتضم محافظات الجوف ومأرب وشبوة اليمنية.